# 祗陀林 (扬州)
祗陀林位于扬州市广陵区南河下84号，原系清末名人徐宝山住宅的一部分。1913年徐宝山在家中被炸死后，二夫人孙阆仙出家，将此处改为庵堂，命名为”祗陀林”，三进厅堂分别改为前厅为大殿、经堂和玉佛堂。祗陀林列为扬州市文物保护单位。